# فک حلقه‌دار سایما
فک حلقه‌دار سایما یک زیرگونه و بازمانده یخی از فک حلقه‌دار (Pusa hispida) است. این‌ها از جمله فک‌های در معرض خطر جهان هستند و جمعیت کلی آنها تنها حدود ۵۰۰ فرد است. تنها جمعیت موجود از این فک‌ها در دریاچه سایما، فنلاند یافت می‌شود (به همین دلیل نامگذاری شده‌اند). آن‌ها در حدود ۹٬۵۰۰ سال از دیگر گونه‌های فک حلقه‌دار به‌طور کامل جدا شده‌اند و به یک زیرگونه متفاوت از لحاظ ظاهری و اکولوژیکی تبدیل شده‌اند. این جمعیت از فک‌های حلقه‌دار پس از افزایش سطح زمین و جدا شدن از بقیه فک‌ها پس از آخرین عصر یخبندان به وجود آمده‌اند. این فک همراه با فک لادوگا و فک بایکال یکی از معدود فک‌های آب شیرین زنده است.